# Luisinho (futbolista nacido en 1911)
Luís Mesquita de Oliveira (Río de Janeiro, Brasil, 29 de marzo de 1911-São Paulo, Brasil, 27 de diciembre de 1983), más conocido como Luisinho, fue un futbolista brasileño que jugaba como delantero.

## Selección nacional
Fue internacional con la selección de fútbol de Brasil en 11 ocasiones y convirtió 4 goles. Formó parte de la selección que obtuvo el tercer lugar en la Copa del Mundo de 1938.

### Participaciones en Copas del Mundo
| Mundial                        | Sede    | Resultado        | Partidos | Goles |
| ------------------------------ | ------- | ---------------- | -------- | ----- |
| Copa Mundial de Fútbol de 1934 | Italia  | Octavos de final | 1        | 0     |
| Copa Mundial de Fútbol de 1938 | Francia | Tercer lugar     | 2        | 0     |

### Participaciones en Copas América
| Copa                         | Sede      | Resultado  |
| ---------------------------- | --------- | ---------- |
| Campeonato Sudamericano 1937 | Argentina | Subcampeón |

## Clubes
| Club                 | País   | Año       |
| -------------------- | ------ | --------- |
| Anglo-Brasileiro     | Brasil | 1928-1929 |
| Paulistano           | Brasil | 1929      |
| São Paulo            | Brasil | 1930-1934 |
| Estudiantes Paulista | Brasil | 1935      |
| Palestra Itália-SP   | Brasil | 1936-1940 |
| São Paulo            | Brasil | 1941-1946 |

## Palmarés

### Campeonatos regionales
| Título                    | Club               | País   | Año  |
| ------------------------- | ------------------ | ------ | ---- |
| Campeonato Paulista (LAF) | Paulistano         | Brasil | 1929 |
| Campeonato Paulista       | São Paulo          | Brasil | 1931 |
| Campeonato Paulista (LPF) | Palestra Itália-SP | Brasil | 1936 |
| Campeonato Paulista       | Palestra Itália-SP | Brasil | 1940 |
| Campeonato Paulista       | São Paulo          | Brasil | 1943 |
| Campeonato Paulista       | São Paulo          | Brasil | 1945 |
| Campeonato Paulista       | São Paulo          | Brasil | 1946 |

### Distinciones individuales
| Distinción                              | Año  |
| --------------------------------------- | ---- |
| Máximo goleador del Campeonato Paulista | 1944 |